# Microtheoris ophionalis
Microtheoris ophionalis là một loài bướm đêm trong họ Crambidae.